# Semnon
Le Semnon [sɛmnɔ̃] est une rivière de l'ouest de la France, aux Pays de la Loire et en Bretagne. Il prend sa source dans le département de la Mayenne et se jette dans la Vilaine entre les communes de Bourg-des-Comptes et Pléchâtel dans le département d'Ille-et-Vilaine. Il s'agit d'un cours d'eau non domanial.

## Source et communes traversées
La source du Semnon est située dans le département de la Mayenne à Congrier.
Il traverse ensuite:
- la Mayenne via les communes de Saint-Erblon, Senonnes
- puis l'Ille-et-Vilaine via Eancé, Martigné-Ferchaud
- la Loire-Atlantique via Fercé, Soulvache
- et à nouveau l'Ille-et-Vilaine avec les communes de Teillay, Thourie, Lalleu, Ercé-en-Lamée, Tresbœuf, La Bosse-de-Bretagne, Bain-de-Bretagne, Pancé, Poligné

Après 73,3 km, il termine sa course en se jetant dans la Vilaine au lieu-dit la Charrière entre les communes de Bourg-des-Comptes et Pléchâtel, sur la commune de Saint-Senoux.
A Soulvache, le Semnon délimite la frontière entre les départements de Loire-Atlantique et d'Ille-et-Vilaine.

## Hydrologie

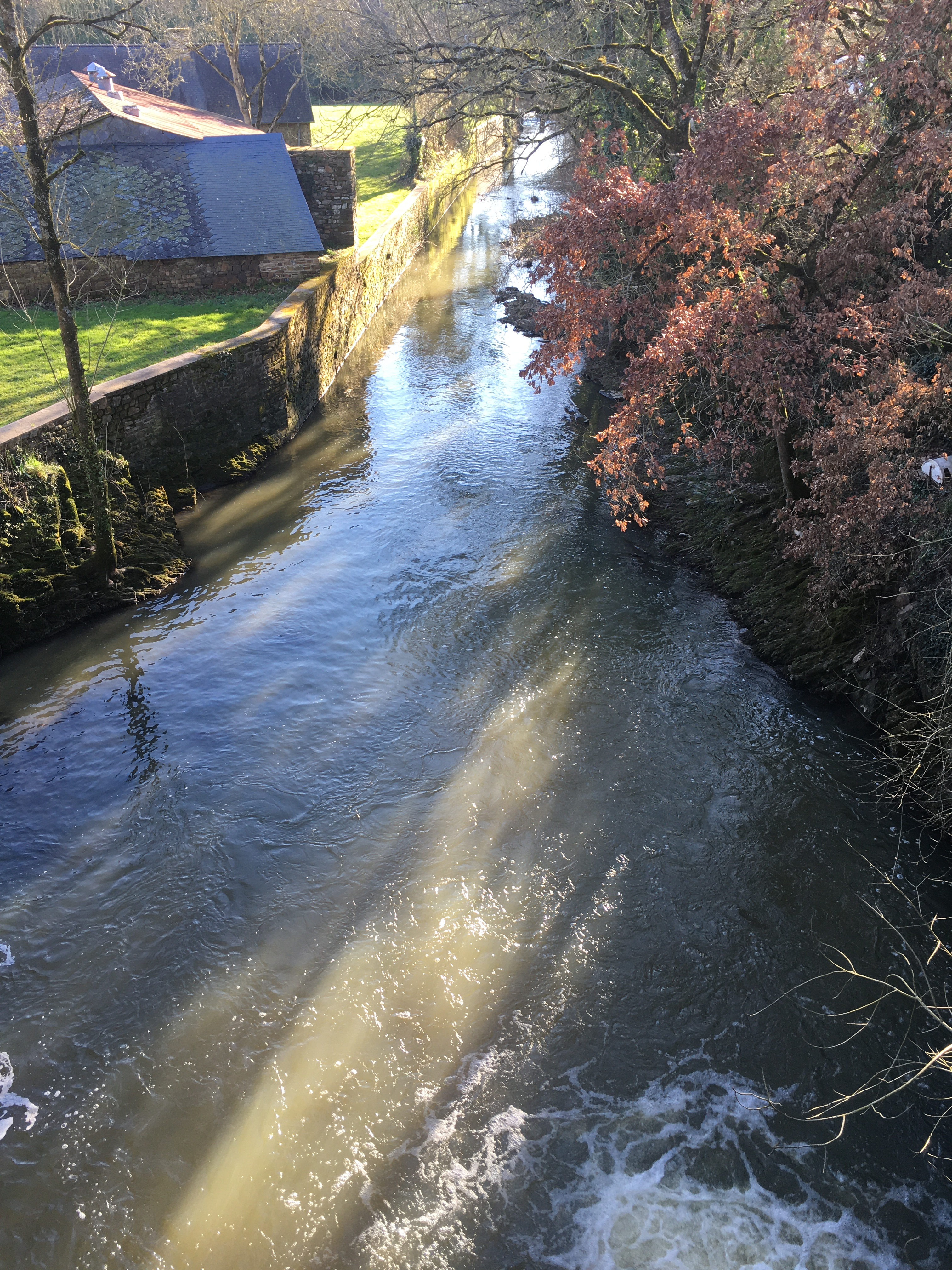
Le Semnon en février 2021, en aval du barrage de l'étang de la Forge à Martigné-Ferchaud.

Son débit est très irrégulier comme le montrent ces mesures réalisées en 1988:
- 54 m3/s, le 6 janvier ;
- 20 l/s (soit 2700 fois moins), le 16 août ;
- 40 l/s, le 10 novembre.

Le Semnon est une rivière moyennement abondante, mais très irrégulière, comme tous les cours d'eau issus de la partie est de la région de Bretagne. Son débit a été observé sur une période de 38 ans (1970-2007), à Bain-de-Bretagne, localité du département d'Ille-et-Vilaine située à peu de distance de son confluent avec la Vilaine. Le bassin versant de la rivière y est de 383 km2 (soit plus de 77 % de sa totalité qui fait 496 km2).
Le module de la rivière à Bain-de-Bretagne est de 2,8 m3/s.
Le Semnon présente des fluctuations saisonnières de débit très marquées, comme bien souvent dans l'est de la Bretagne, avec des hautes eaux d'hiver portant le débit mensuel moyen à un niveau situé entre 4,6 et 7,8 m3/s, de décembre à mars inclus (avec un maximum en janvier), et des basses eaux d'été, de début juin à la mi-octobre, avec une baisse du débit moyen mensuel jusqu'à 0,14 m3/s au mois d'août. Mais les fluctuations de débit sont bien plus prononcées sur de plus courtes périodes.

### Étiage ou basses eaux
À l'étiage, le VCN3 peut chuter jusque 0,007 m3/s, en cas de période quinquennale sèche, soit 7 litres par seconde, ce qui est extrêmement bas, le cours d'eau étant alors presque à sec.

### Crues
Les crues peuvent être très importantes relativement à la petite taille de la rivière et de son bassin versant. Les QIX 2 et QIX 5 valent respectivement 39 et 64 m3/s. Le QIX 10 est de 80 m3/s, le QIX 20 de 95 m3/s et le QIX 50 de 120 m3/s.
Pour se faire une idée de l'importance de ces débits, on peut les comparer à ceux d'un affluent de la Seine à l'ouest de Paris, l'Eure (à Louviers), qui roule en moyenne 26 m3/s sur un territoire de 5 935 km2. Le QIX 10 de l'Eure en fin de parcours vaut 96 m3/s (contre 80 pour le Semnon) et son QIX 50 se monte à 130 m3/s (contre 120 pour le Semnon). Ainsi malgré un bassin plus de quinze fois moins étendu et un débit moyen de plus ou moins le neuvième, le volume des crues du Semnon est presque égal au volume de celles de l'Eure.
Le débit instantané maximal enregistré à Bain-de-Bretagne durant cette période de 38 ans, a été de 112 m3/s le 5 janvier 2001, tandis que la valeur journalière maximale était de 90,1 m3/s le même jour. En comparant la première de ces valeurs avec l'échelle des QIX de la rivière, il apparait clairement que cette crue était presque d'ordre cinquantennal, et donc assez exceptionnelle.

### Lame d'eau et débit spécifique
Le Semnon est une rivière moyennement abondante. La lame d'eau écoulée dans son bassin versant est de 232 millimètres annuellement, ce qui est inférieur à la moyenne d'ensemble de la France tous bassins confondus, mais sensiblement égal à la moyenne du bassin de la Vilaine. Le débit spécifique de la rivière (ou Qsp) atteint le chiffre de 7,3 litres par seconde et par kilomètre carré de bassin.

## Qualité de l'eau
Le suivi de la qualité physico-chimique du Semnon se fait grâce à un réseau de prélèvement sur les communes d'Eancé, de Martigné-Ferchaud et de Pléchâtel (d'amont en aval).
| Nitrates                                   | 2010 | 2011 | 2012 | 2013 |
| ------------------------------------------ | ---- | ---- | ---- | ---- |
| Concentration du paramètre (percentile 90) | 67   | 49   | 60   | 51   |
| Classe SEQ-Eau                             |      |      |      |      |

| Nitrates                                   | 2010 | 2011 | 2012 | 2013 |
| ------------------------------------------ | ---- | ---- | ---- | ---- |
| Concentration du paramètre (percentile 90) | 58   | 54   | 67   | 45   |
| Classe SEQ-Eau                             |      |      |      |      |

| Nitrates                                   | 2010 | 2011 | 2012 | 2013 |
| ------------------------------------------ | ---- | ---- | ---- | ---- |
| Concentration du paramètre (percentile 90) | 80,1 | 44,9 | 48,2 | 40   |
| Classe SEQ-Eau                             |      |      |      |      |

## Faune
Le Semnon est une rivière où les cyprinidés ou poissons blancs (dénommés ainsi en raison de la couleur de leur chair) sont majoritaires. Ainsi, on trouve essentiellement des poissons comme le gardon, l'ablette, le goujon, la brème, la tanche. Cependant, d'autres types de poissons sont présents comme les Truites arc-en-ciel, les Perches, les brochets, les anguilles et les sandres.